# Дахи
Дахите (на латински: Dahae, на староперсийски език: ‏داها‎; на старогръцки: Δάοι, Δάαι, Daoi, Daai) са конфедерация от три древни ирански племена, които са живеели източно от Каспийско море. Те са говорили на източно ирански език. Гърците ги наричат скити. Страбон ги нарича „скитските дахи“ (dahae). Според него те са живеели близо до днешен Туркменистан.
Дахите (дахае) са споменати за пръв път в Даива-надписа на персийския цар Ксеркс I (486 – 465 г. пр.н.е.) в Персеполис. Там Дахае са наречени един от задължените да плащат трибути народи с името Dāha директно пред саките, които били съседи на дахите. Тяхната територия е наричана Дахестан или Дихистан. Не е известно дали са имали център.
Дахите се бият заедно с племената на саките на страната на Ахеменидите в битката при Гавгамела. След падането на Ахеменидското царство те участват в Индийския поход на Александър Велики.
През 3 век пр.н.е. се издигат парните, племе на дахите, с вожд Арсак. Те нахлуват в Партското царство, което се е отделило от Селевкидите, и короноват Арсак за цар на Партия (упр. ок. 250 – 211 г. пр.н.е.). Неговите наследници – Арсакидите – поемат властта в иранската територия и основават така Партското царство.